# Submarino U-171
El submarino alemán U-171 fue un submarino tipo IXC de la Kriegsmarine de Alemania construido para el servicio durante la Segunda Guerra Mundial. Se puso en quilla el 1 de diciembre de 1940 en el astillero DeSchiMAG AG Weser en Bremen como astillero número 1011, se botó el 22 de julio de 1941 y se puso en servicio el 25 de octubre de 1941 bajo el mando del Kapitänleutnant Günther Pfeffer.
Después de entrenar con la 4.ª Flotilla de submarinos, el U-171 fue transferido a la 10.ª Flotilla de submarinos para el servicio en la primera línea el 1 de julio de 1942. Fue enviado a patrullar en el Golfo de México. Fue hundido por una mina naval en el Golfo de Vizcaya 115 días después de su primera y única patrulla, mientras regresaba a la comuna de Lorient en la Francia ocupada, con la pérdida de 22 de sus 54 tripulantes. Durante muchos años se creyó que U-166 fue hundido por un avión estadounidense en lo que en realidad fue un ataque que resultó fallido contra el U-171 en el Golfo de México.

## Diseño
Los submarinos alemanes Tipo IXC eran un poco más grandes que los Tipo IXB originales. El U-171 tenía un desplazamiento de 1.120 toneladas (1.100 toneladas largas) cuando estaba en la superficie y 1.232 toneladas (1.213 toneladas largas) mientras estaba sumergido. El submarino tenía una longitud total de 76,76 m (251 pies 10 pulgadas), una longitud de casco de presión de 58,75 m (192 pies 9 pulgadas), una manga de 6,76 m (22 pies 2 pulgadas), una altura de 9,60 m (31 pies 6 pulgadas) y un calado de 4,70 m (15 pies 5 pulgadas). El submarino estaba propulsado por dos motores diésel MAN M 9 V 40/46 sobrealimentados de cuatro tiempos y nueve cilindros .produciendo un total de 4400 caballos de fuerza métricos (3240 kW; 4340 shp) para uso en superficie, dos motores eléctricos de doble acción Siemens-Schuckert 2 GU 345/34 que producen un total de 1000 caballos de fuerza métricos (740 kW; 990 shp) para uso mientras sumergido. Tenía dos ejes y dos hélices de 1,92 m (6 pies ) . El barco era capaz de operar a profundidades de hasta 230 metros (750 pies).
El submarino tenía una velocidad máxima en superficie de 18,3 nudos (33,9 km/h; 21,1 mph) y una velocidad máxima sumergida de 7,3 nudos (13,5 km/h; 8,4 mph).  Cuando estaba sumergido, el barco podía operar durante 63 millas náuticas (117 km; 72 mi) a 4 nudos (7,4 km/h; 4,6 mph); cuando salió a la superficie, podría viajar 13,450 millas náuticas (24,910 km; 15,480 mi) a 10 nudos (19 km / h; 12 mph). El U-171 estaba equipado con seis tubos lanzatorpedos de 53,3 cm (21 pulgadas) (cuatro instalados en la proa y dos en la popa), 22 torpedos , un cañón naval SK C/32 de 10,5 cm (4,13 pulgadas) , 180 proyectiles y un SK C/30 de 3,7 cm (1,5 pulgadas) y un cañón antiaéreo C/30 de 2 cm (0,79 pulgadas). La nave tenía una capacidad de cuarenta y ocho a sesenta tripulantes.

## Historial de servicio

### Patrulla
El U-171 partió de Kiel, Alemania, el 17 de junio de 1942, al final del cual regresaría a Lorient, donde tendría su base para futuras incursiones. Negoció el cruce de la 'brecha' entre Islandia y las Islas Feroe y cruzó el Océano Atlántico, entrando en el Golfo de México.
El submarino hundió el buque mercante de carga general mexicano de 4.351 TRB, SS Oaxaca el 26 de julio de 1942, en las coordenadas 28°23′N 96°08′O / 28.383, -96.133 frente a la ciudad de Corpus Christi, Texas. El barco estaba en ese momento en ruta desde Nueva Orleans a Tampico vía Veracruz . La primera serie de dos torpedos no alcanzó el barco, pero una segunda serie de torpedos, también de dos eels (torpedos en la jerga alemana de los U-Boat), tuvo éxito cuando uno golpeó el costado de babor cerca de la parte delantera del barco. Seis marinero parte de la tripulación de 45 murieron.
El 1 de agosto de 1942, también en el Golfo de México, el U-171 fue atacado por un avión Widgeon J4F-1 de la Guardia Costera de los EE. UU, causándole algunos daños menores. Sin embargo, durante décadas se creyó que el submarino atacado ese día era realmente el U-166.
Los restos del U-166 se descubrieron en 2001, a poca distancia de su última víctima, el Robert E. Lee, lo que significa que el mérito del hundimiento del U-166 debería haber sido para la nave patrullera de la Marina de los EE. UU, PC-566 . que había informado que creían que habían tenido éxito en su ataque de carga de profundidad contra el submarino después del torpedeo exitoso del Robert E. Lee por parte del submarino alemán, pero los funcionarios investigadores creyeron que el PC-566 había fallado en su cometido.
Al no haber sido hundido, como habían creído los Aliados, el U-171 continuó su patrulla. El 13 de agosto de 1942 hundió el petrolero estadounidense de 6.779 TRB, RM Parker Jr, en las coordenadas 28°50′N 90°42′O / 28.833, -90.700 que es aproximadamente 25 nmi (46,3 km) al sur de las islas Dernieres, Luisiana. El buque, que transportaba agua de lastre, fue alcanzado por dos torpedos; Luego, el submarino salió a la superficie y disparó cinco rondas de su arma de cubierta contra los restos del naufragio. Toda la tripulación de 44 personas sobrevivió, siendo recogida ocho horas después por el USS Pioneer (AM-105) auxiliar de la Guardia Costera de los Estados Unidos.USS Pioneer (AM-105) .
El 4 de septiembre de 1942, el submarino tuvo su éxito final, el petrolero mexicano Amatlan 6.511 TRB; de nuevo en lastre, fue hundido en las coordenadas 23°27′N 97°30′O / 23.450, -97.500 . Este barco había evadido tres lanzamientos de dos torpedos cada uno, antes de ser alcanzado por un torpedo disparado desde el U-171. Hubo 10 muertos y 24 sobrevivientes.

#### Hundimiento
El U-171 fue hundido a las 13:00 horas del 9 de octubre de 1942 en el Golfo de Vizcaya cerca de Lorient, en la posición 47°39′N 03°34′O / 47.650, -3.567, por una mina acuática. Veintidós hombres murieron, treinta sobrevivieron. El capitán Günther Pfeffer (1914–1966) fue uno de los supervivientes.
El submarino naufragado fue clasificado como "cementerio militar" en 1999 por las autoridades francesas: se advierte a los buzos que entrar en el barco está estrictamente prohibido.

## Historial de incursiones
| Fecha                   | Nombre                  | Nacionalidad   | Tonelaje ( TRB ) | destino |
| ----------------------- | ----------------------- | -------------- | ---------------- | ------- |
| 26 de julio de 1942     | <i id="mwqg">Oaxaca</i> | México         | 4,351            | hundido |
| 13 de agosto de 1942    | Arlyn                   | Estados Unidos | 6,779            | hundido |
| 4 de septiembre de 1942 | Amación                 | México         | 6,511            | hundido |